# Psecas bacelarae
Psecas bacelarae là một loài nhện trong họ Salticidae.
Loài này thuộc chi Psecas. Psecas bacelarae được Lodovico di Caporiacco miêu tả năm 1947.